# Drepanoblemma
Drepanoblemma är ett släkte av fjärilar. Drepanoblemma ingår i familjen nattflyn.
Kladogram enligt Catalogue of Life:
| Drepanoblemma | \| \| Drepanoblemma incurvata \| \| \| \| \| \| Drepanoblemma partita \| \| \| \| |
|               | \| \| Drepanoblemma incurvata \| \| \| \| \| \| Drepanoblemma partita \| \| \| \| |
|               | Drepanoblemma incurvata                                                           |
|               |                                                                                   |
|               | Drepanoblemma partita                                                             |
|               |                                                                                   |